# Gabriella Frykbo
Linnea Gabriella Frykbo född 4 februari 1994 i Södertälje, är en svensk basketspelare i  Södertälje BBK.
Den 169 cm långa Frykbo deltog i U16-EM i Kozani, Grekland 2010 och var med till att spela Sverige till bronsmatch vid U18-EM i Oradea, Rumänien 2011.  
Som friidrottare har Frykbo 2009 vunnit SM-brons med Enhörna IF:s F17-lag på 3 x 800 meter. Hon har tidigare tävlad för IFK Södertälje. 